# Бенкиран, Абделила

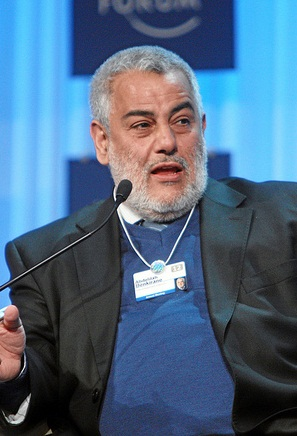
Абделила Бенкиран на Давосском форуме

Абделила Бенкиран (араб. عبد الاله بن كيران‎, 4 апреля 1954, Рабат) — марокканский политик исламистской ориентации, лидер крупнейшей партии Справедливости и развития. После победы партии на выборах 2011 года был назначен премьер-министром. Премьер-министр с 29 ноября 2011 по 5 апреля 2017 года.